# Viện trợ phát triển

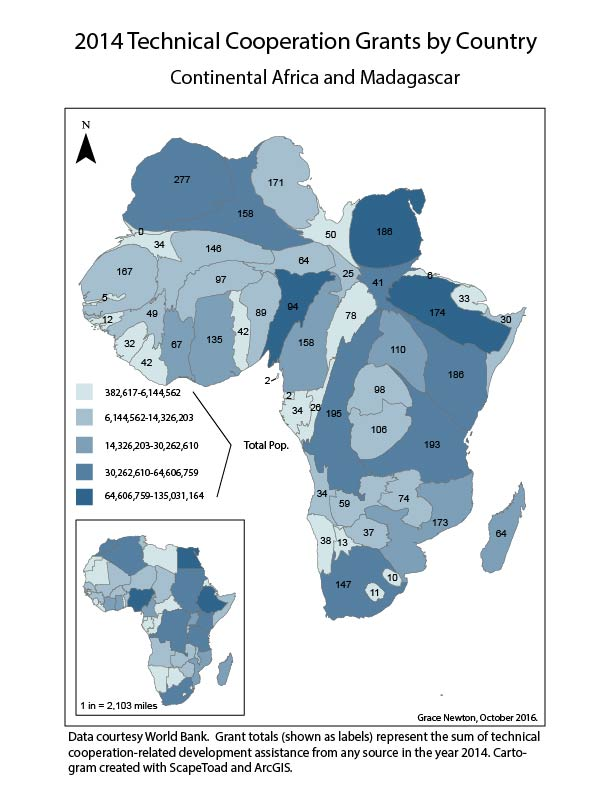
Tài trợ hợp tác kỹ thuật là một loại hỗ trợ phát triển.

Viện trợ phát triển hoặc hợp tác phát triển (cũng có các tên khác là hỗ trợ phát triển, hỗ trợ kỹ thuật, viện trợ quốc tế, viện trợ nước ngoài, hỗ trợ phát triển chính thức (ODA) hoặc viện trợ nước ngoài) là viện trợ tài chính do chính phủ và các cơ quan khác hỗ trợ về kinh tế, môi trường, xã hội và chính trị phát triển của các nước đang phát triển. Nó có thể được định nghĩa thêm là "viện trợ được sử dụng theo cách được dự đoán để thúc đẩy sự phát triển, cho dù đạt được thông qua tăng trưởng kinh tế hay các phương tiện khác". Nó được phân biệt với viện trợ nhân đạo bằng cách tập trung vào giảm nghèo trong dài hạn, thay vì một phản ứng ngắn hạn.
Thuật ngữ hợp tác phát triển, được sử dụng, ví dụ như của Tổ chức Y tế Thế giới (WHO), được sử dụng để thể hiện ý tưởng rằng sự hợp tác nên tồn tại giữa người cho và người nhận, thay vì tình huống truyền thống trong đó mối quan hệ bị chi phối bởi sự giàu có và kiến thức chuyên ngành của một bên. Hầu hết viện trợ phát triển đến từ các nước công nghiệp phương Tây nhưng một số nước nghèo cũng đóng góp viện trợ.
Viện trợ có thể là song phương: được đưa từ nước này sang nước khác; hoặc có thể là đa phương: do quốc gia tài trợ trao cho một tổ chức quốc tế như Ngân hàng Thế giới hoặc Cơ quan Liên hợp quốc (UNDP, UNICEF, UNAIDS, v.v.) sau đó phân phối nó cho các nước đang phát triển. Tỷ lệ hiện tại là khoảng 70% song phương, 30% đa phương.
Khoảng 80 cường85% viện trợ phát triển đến từ các nguồn của chính phủ dưới dạng hỗ trợ phát triển chính thức (ODA). 15 còn lại20% đến từ các tổ chức tư nhân như "tổ chức phi chính phủ " (NGO), tổ chức và các tổ chức từ thiện phát triển khác (ví dụ: Oxfam). Ngoài ra, kiều hối nhận được từ những người di cư làm việc hoặc sinh sống tại cộng đồng người nước ngoài tạo thành một lượng chuyển khoản quốc tế đáng kể.
Một số chính phủ cũng bao gồm hỗ trợ quân sự trong khái niệm "viện trợ nước ngoài", mặc dù nhiều tổ chức phi chính phủ có xu hướng không chấp nhận điều này.
Hỗ trợ phát triển chính thức là một biện pháp viện trợ do chính phủ đóng góp, được biên soạn bởi Ủy ban Hỗ trợ Phát triển của Tổ chức Hợp tác và Phát triển Kinh tế (OECD) từ năm 1969. DAC bao gồm 34 quốc gia quyên góp viện trợ lớn nhất.